# Bernina Express
Bernina Express je vlak koji povezuje Chur (ili Davos) u Švicarskoj s Poschiavom u Švicarskoj i Tiranom u Italiji prelazeći švicarske Engadinske Alpe. Veći dio svog putovanja vlak također vozi duž mjesta svjetske baštine poznatog kao Raetinska pruga.
Vlakom upravlja tvrtka Raetinska željeznica u svrhu razgledavanja. Ima oblik poboljšane regionalne usluge između Tirana i Chura ili Davosa: panoramski vagoni s povećanim prozorima i višejezičnim (engleskim, talijanskim i njemačkim) audio vodičem u brodu. To nije "ekspres" u smislu da je brzi vlak; putnici moraju rezervirati sjedalo izravno prilikom kupnje karata za Bernina Express ili platiti mali dodatak povrh karata za regionalni vlak. Bernina Express popularan je među turistima i povezuje se u Tirano s uslugom poštanskog autobusa preko jezera Como u Italiji do Lugana u Švicarskoj.
Linija Albula i linija Bernina na ruti Bernina Expressa zajedno su proglašene svjetskom baštinom 2008. godine. Putovanje Bernina Expressom kroz ovo mjesto svjetske baštine je četverosatno putovanje željeznicom preko 196 mostova, kroz 55 tunela i preko prijevoja Bernina na 2253 metra nadmorske visine. Cijela linija je 1,000 mm-ska i elektrificirana. 
Linija Albula izgrađena je između 1898. i 1904.; njome upravlja Retijska željeznica od svog otvaranja. Pruga Bernina izgrađena je između 1908. i 1910. i radila je neovisno do 1940-ih, kada ju je kupila Raetinska željeznica. Bernina Express koristi uspone od 7% kako bi prešao razliku u visini od oko 1800 metara od vrha u Ospizio Bernina do Tirana.

## Plan puta

### Linija Albula
Vlak napušta grad Chur (585 m) u Graubündenu i prati tok Rajne do Bonaduza (655 m). Odatle ulazi u dolinu Domleschg i prati rijeku Hinterrhein od Rhäzünsa (658 m) do Suchisa (697 m). Vlak nastavlja prema Tiefencastelu (851 m) prateći rijeku Albului zatim prelazi vijadukt Landwasser prije dolaska u Filisur (1032 m). Ubrzo nakon Filisura, vlak prolazi svoj prvi spiralni tunel i nastavlja do Bergüna/Bravuogna. Između Bergün/Bravuogna (1373 m) i Preda (1789 m), na kraju doline, vlak mora savladati visinsku razliku od oko 400 metara s horizontalnom udaljenosti od 5 km bez upotrebe zupčaste letve, ali s mnogo spirala. Zatim vlak ulazi u tunel Albula na 1815 m ispod prijevoja Albula. Izbija u Val Beveru, gdje doseže Bever (1708 m) u ravnici Engadin. Vlak nastavlja prema Samedanu (1.721 m) i dolazi na stanicu Pontresina (1.774 m) u Val Bernina (Dolina Bernina).

### Linija Bernina
Vlak napušta Pontresinu i postupno se uspinje kroz dolinu do prijevoja Bernina preko postaje Morteratsch (1896 m), gdje se vide ledenjak i najviši vrh Istočnih Alpa, Piz Bernina (4093 m). Prije dolaska na prijevoj Bernina, vlak se zaustavlja na Bernina Diavolezza (2093 m) za vezu žičarom do Diavolezze (2921 m). Bernina Express stiže do vrha na stanici Ospizio Bernina na 2253 metra iznad jezera Lago Bianco.
Alp Grüm (2091 m) prva je postaja južno od Alpa, smještena iznad jezera Palü i točno ispod Piz Palüa (3900+ m) i njegovog ledenjaka. Nakon mnogo polukružnih zavoja, vlak stiže do Cavaglie (1693 m) iznad Val Poschiava, zatim do švicarskog grada Poschiavo u kojem se govori talijanski (1014 metara). Vlak zatim slijedi tok Poschiavina i zaustavlja se u Le Prese (964 m) i Miralago (965 m), oba na obali jezera Poschiavo. Nakon Miralaga nastavlja se spuštati prema Brusiju (780 m), gdje prolazi spiralni vijadukt Brusio. Ubrzo nakon talijanske granice u Campocolognu (553 m), Bernina Express završava svoje putovanje na stanici Tirano (430 m).

### Ruta
Tijekom ljeta, Bernina Express sastoji se od posebnog odvojenog vlaka koji vozi od Chura do Pontresine s vrlo malo zaustavljanja. U Pontresini se mijenja lokomotiva (zbog drugačije struje na pruzi Bernina) i vlak nastavlja s nekoliko zaustavljanja do Tirana.
Tijekom jeseni, zime i proljeća, Bernina Express se sastoji od nekoliko vagona koji su povezani s regionalnim službama. Od Chura do Samedana dio su RegioExpress vlaka Chur – St. Moritz; od Samedana do Pontresine dio su Regio vlaka Scuol-Tarasp – Pontresina; od Pontresine do Tirana dio su Regio vlaka St. Moritz – Tirano. Svaki od ovih vlakova Bernina Express uključuje određene vagone za putnike s kartama samo za regionalne vlakove.

## Vanjske poveznice
|  | Zajednički poslužitelj ima još gradiva o temi Bernina Express |

- Službena stranica
- Švicarski turizam Bernina Express